# Antonia Sitcher de Mendi
Antonia Sitcher de Mendi (Talavera de la Reina, Toledo, 1827 - 1914) fou una cantant i compositora espanyola.
Era neboda del cèlebre tenor Manuel García i, per tant, cosina de la il·lustre Maria Malibran i de la notable cantant Pauline Viardot. Arribà a París molt jove i estudià música, harmonia i cant sota la direcció del seu cosí Manuel Patricio fill de l'eminent tenor. Debutà en un concert del Conservatori amb un èxit brillant, mereixent que la Societat de Concerts li entregués una medalla com a record d'aquell concert.
Després d'un viatge artístic per Anglaterra, on recollí grans aplaudiments, es casà a Brussel·les amb el distingit violinista i compositor belga Hubert Leonard (1851), corregent després amb el seu espòs França, els Països Baixos, Suècia, Dinamarca, Noruega i Rússia i afegint nous triomfs als ja assolits.
Després es dedica a l'ensenyança a Brussel·les, i a París es donà a conèixer com a compositora en diverses romances que publicà, els títols de les quals són:
- Le Pain des pauvres.
- La Chaumière dans les champs.
- Florine.
- Quand viendra la saison nouvelle.
- Anne Rose.
- Le vieux Ménétrier.
- Chansons des Moissonneurs.